# Małgorzata Daniszewska

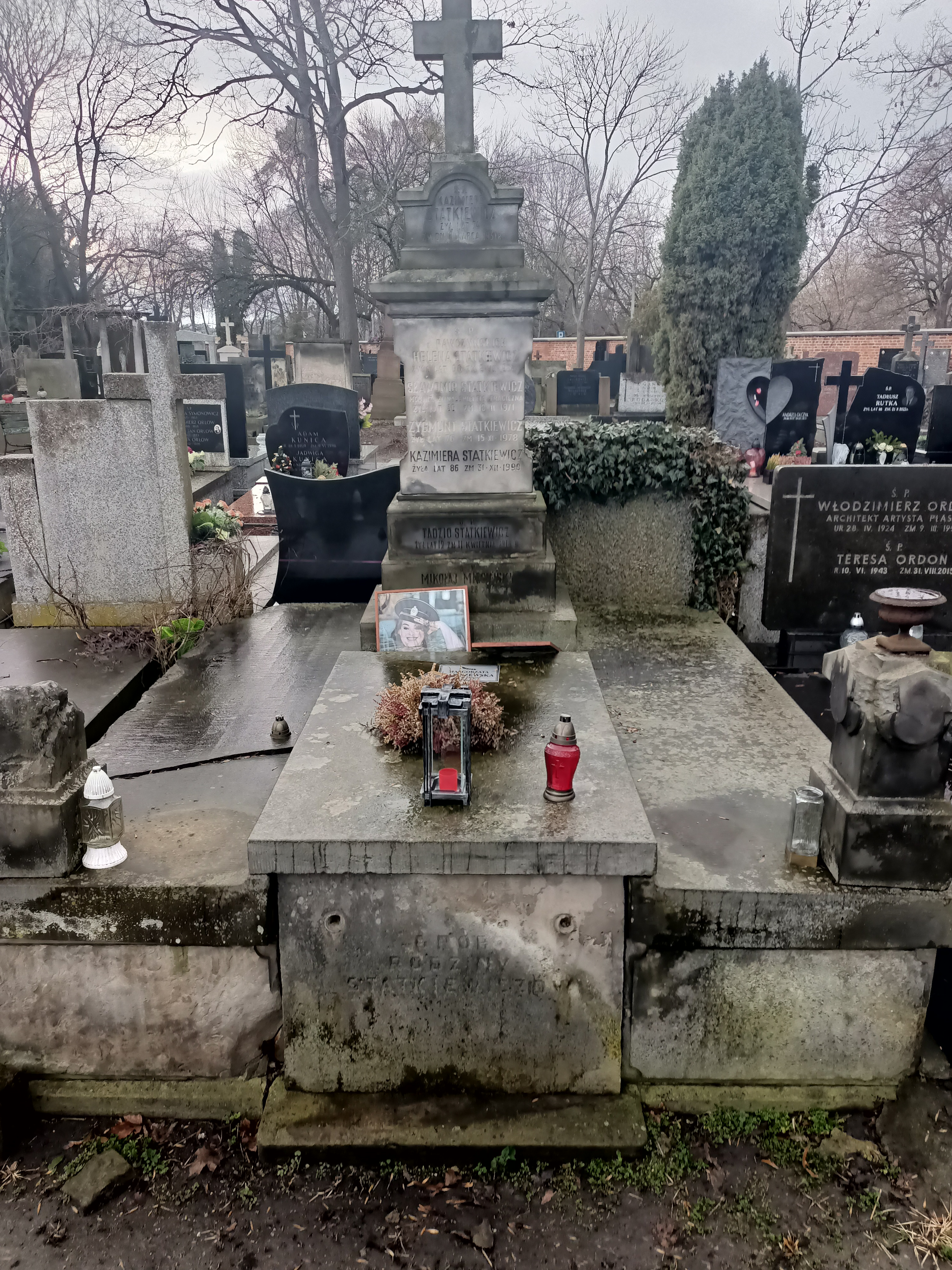
Grób Małgorzaty Daniszewskiej na cmentarzu Powązkowskim

Małgorzata Janina Daniszewska (ur. 12 marca 1951 w Poznaniu, zm. 3 października 2023 w Konstancinie-Jeziornie) – polska dziennikarka, redaktorka i wydawczyni, z wykształcenia prawniczka. Redaktor naczelna miesięcznika „Zły”, wydawczyni tygodnika „Nie”, żona Jerzego Urbana.

## Życiorys
Urodziła się 12 marca 1951 w Poznaniu. Wychowała się w Białymstoku, w rodzinie prawniczej, jako córka Bronisława i Janiny z domu Grabowskiej. Miała siostrę Zofię.
W 1976 ukończyła studia na Wydziale Prawa Uniwersytetu Warszawskiego. W latach 1975–1981 pracowała jako dziennikarka sportowa w tygodniku „Sportowiec”. Następnie zajęła się tematyką biznesową.
Z pierwszego małżeństwa, zakończonego pod koniec lat 70. XX wieku, miała córkę Martę. W 1983 poznała Jerzego Urbana, ówczesnego rzecznika rządów w PRL, za którego wyszła za mąż w 1985. Była jego trzecią żoną, pozostali małżeństwem aż do jego śmierci.
Kierowała miesięcznikiem „Firma”, w którym pracowała w latach 1982–1987. Była redaktorką naczelną kontrowersyjnego w latach 90. tygodnika „Zły”, była też wydawcą i redaktorką naczelną czasopisma „Art & Business”.
Współpracowała z mężem w pracach tygodnika Nie, prowadziła w nim autorską rubrykę. Po śmierci męża kierowała spółką Urma – wydawcą tygodnika Nie.
Zmarła 3 października 2023, dokładnie rok po swoim mężu. Została pochowana 13 października 2023 na cmentarzu Powązkowskim w Warszawie (brama IV). Pogrzeb miał charakter świecki.